# Otto Wien
Otto Wien, vollständig Otto Gottvertrau Wilhelm Wien (* 9. Mai 1799 in Kleefeld, heute Ortsteil von Cambs; † 13. Juli 1868 in Hohenfelde, heute Ortsteil von Lalendorf) war ein deutscher Gutsbesitzer und Abgeordneter.

## Leben
Otto Wien war ein Sohn des Gutspächters von Kleefeld, Ernst Carl Friedrich Wien († 1812), und seiner Frau Helena Sophia, geb. Gau.

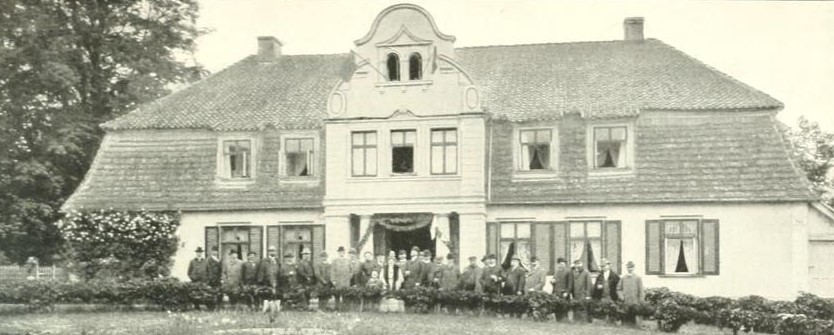
Gutshaus Hohenfelde (um 1912)

Er erwarb 1829 für 333.000 Mark die Lehnsgüter Hohenfelde mit Friedrichshagen (527,5 Hektar) und Wattmannshagen (558,3 Hektar), heute Ortsteile von Lalendorf. Auf den Gütern ließ er erhebliche Meliorationsarbeiten durchführen und steigerte so den Ertrag. Von den insgesamt 1086 Hektar waren 675 ha Ackerland, 200 ha Wiesen und Weiden, 137,4 ha Wald und 37,5 ha Seen (Warinsee und Radener See). Er baute eine Herde von 1500 Negrettischafen (dem Merinoschaf verwandt) auf, die jährlich 60 Zentner Wolle produzierten. Der Getreideabsatz lag bei 4000 Zentner jährlich. Besonders während des Krimkriegs von 1853 bis 1856 führten hohe Getreidepreise zu großen Gewinnen.
Mit dem Erwerb der Rittergüter wurde Wien Teil der Ritterschaft und landtagsfähig. Wien gehörte innerhalb der mecklenburgischen Ritterschaft zur Opposition der bürgerlichen Gutsbesitzer, die seit den 1830er Jahren gegen die Vorrechte des Adels stritten und das unzeitgemäße ständische System des Landesgrundgesetzlichen Erbvergleichs von 1755 nach liberalen Grundsätzen zu reformieren suchten. 
1844/45 war er neben Rudolf Müller und Samuel Schnelle, mit dem er eng befreundet war, einer der bürgerlichen Gutsbesitzer, die August Heinrich Hoffmann von Fallersleben in Mecklenburg Asyl gewährten. Im Oktober 1845 fand auf Hohenfelde eine Abschiedsfeier für den zur Auswanderung nach Texas entschlossenen Adolf Fuchs statt, zu der Hoffmann von Fallersleben sein Gedicht Stern von Texas schrieb. 
Im Frühjahr des Revolutionsjahres 1848 war er einer der Vertreter Mecklenburgs im Frankfurter Vorparlament, das die Wahl der Frankfurter Nationalversammlung vorbereiten sollte. Dazu arbeitete es eng mit dem Bundestag des Deutschen Bundes zusammen. Die Versammlung tagte vom 31. März bis zum 3. April 1848 in der Frankfurter Paulskirche.
Auch nach dem Zusammenbruch der konstitutionellen und demokratischen Bestrebungen in Mecklenburg durch den Freienwalder Schiedsspruch vom 14. September 1850 trat er auf den Landtagen für eine Rückkehr zur 1849 beschlossenen Verfassung und für ein repräsentatives Parlament ein, so in einem von ihm unterstützten, aber erfolglosen Antrag auf dem Landtag 1860, von der Überzeugung durchdrungen, daß nur eine Verfassung, in welcher die berechtigten Wünsche und Interessen aller Theile des Volkes eine entsprechende Vertretung und angemessene Berücksichtigung finden, die nothwendige Abhülfe und dauernde Sicherheit zu gewähren vermag.
Georg Adolf Demmler widmete ihm und Samuel Schnelle 1866 seinen Erweiterungs- und Verschönerungsplan der Residenzstadt Schwerin. Walter von Funke lernte auf Hohenfelde in den 1850er Jahren Landwirtschaft und insbesondere Rindermast.
Sein Sohn Wilhelm Wien übernahm die Güter.